# Штемпельний брикетний прес

Штемпельний брикетний прес (рис.1) включає станину 1, пресову головку 2, пресуючий механізм 3 і привод 6. Станина слугує основою для всіх частин преса. Вона встановлюється на потужному залізобетонному фундаменті 7.
У головці (рис. 2) проходять горизонтальні канали 2, де розташовуються пресформи 1 і здійснюється власне пресування. Зверху горизонтальні (матричні) канали обмежені шарнірно закріпленою натискною плитою 3. Нижня площина цієї плити опирається на пресформи. Це дозволяє, змінюючи положення натискної плити у вертикальній площині, регулювати висоту формувального каналу й тиск пресування. Спеціальний регулювальний механізм складається з гвинта 4, що проходить через гайку 5, закріплену у верхній частині головки. Гвинт з одного боку впирається в зовнішню частину натискної плити, а з другого — зв'язаний через черв'ячну передачу з маховиком 6. У новітніх конструкціях пресів переміщення натискної плити з метою зміни тиску пресування здійснюється через гідравлічний натискний пристрій.
Пресуючий механізм (рис. 3) забезпечує формування брикетів. Він складається зі штемпеля 1, повзуна 2, шатуна 3, колінчатого вала 4 і маховика 5. Штемпель, виготовлений з високосортної сталі, кріпиться до повзуна. Останній з'єднується із шатуном через підшипник 6 і рухається по напрямних станини. Шатун через підшипник 7 закріплений на колінчатому валу. Як привод у сучасних пресах використовують високовольтні асинхронні двигуни з фазовим ротором потужністю 70-300 кВт. У промисловості застосовують одно-, дво- і чотириштемпельні преси.
Матеріал, що надходить у штемпельний прес, стискується між торцем штемпеля і групою брикетів у матричному каналі. Тиск пресування розвивається за рахунок сил тертя брикетів у каналі і частково в лотку протягом певного часу. За один повний оберт колінчатого вала штемпель преса робить повний цикл зворотно-поступального руху. За цей період послідовно виконуються чотири операції: переміщення сухого вугілля із завантажувальної камери в матричний канал, пресування, проштовхування брикетів по матричному каналу та заповнення сухим вугіллям простору перед штемпелем.
При переміщенні сухого вугілля в матричний канал штемпель робить шлях OA, рівний L — H1 (див. рис. 4), без помітного підвищення тиску на його торці. Вугілля пресується під час переміщення штемпеля із точки А в точку В на відрізку шляху, рівному H1-H2 (див. рис. 4). Тут переміщення штемпеля супроводжується інтенсивним зростанням питомого тиску від нуля в точці А до максимального значення в точці В. З боку упору тиск по штемпелю врівноважується опором брикетів у матричному каналі. При цьому матеріал, що пресується, із сипучого з вихідною висотою H1 перетворюється в брикет висотою H2. Відношення H1/H2 називається коефіцієнтом ущільнення k1.
Площа діаграми пресування S1 (див. рис. 4 а) обмежена кривою АВ, ординатою B1 та абсцисою B1A, пропорційна витратам енергії А1 на пресування вугілля.
Проштовхуванням брикетів у каналі на величину В1C1=Н2 (див. рис. 4 в, г) завершується повний хід штемпеля уперед. При цьому питомий тиск на його торці падає по кривій ВС (див. рис. 4 б) від pb до рс. Відношення найменшого питомого тиску, що діє на брикет, до найбільшого його значення характеризує ступінь однорідності брикету.
Заповнення матеріалом простору перед штемпелем відбувається при холостому ході штемпеля назад на відрізку AO = L1 — H1 (рис. 4 а).
При зворотному переміщенні штемпеля на відрізку C1F1=m відбувається акумулювання енергії пружного розширення групи брикетів. Питомий тиск на торці штемпеля від точки С падає по лінії CF. Залишковий тиск, що відповідає моменту відриву штемпеля від поверхні брикету, дорівнює pf = FF1. Площа S3 діаграми пресування CC1FF1C (рис. 4 д) пропорційна роботі сил пружного розширення А3, енергія якого повертається в систему приводу штемпеля
Площа діаграми пресування S2, обмежена кривою ВС, ординатами BB1 і СC1 та абсцисою C1B1, пропорційна витратам енергії А2 на проштовхування брикетів.
Вплив тиску на брикет здійснюється багаторазово на всьому шляху його переміщення по матричному каналу. Це одна з основних характерних ознак схеми пресування з рухливим упором. Тиск, що діє на брикет, змінюється по кривій CD залежно від положення брикету в каналі та опору переміщенню, пов'язаного з фазою руху штемпеля.